# 장정주
장정주(생년 미상 ~ )는 조선민주주의인민공화국의 정치인이다. 사리원 뜨락또르부속품공장 초급당비서 겸 조선로동당 중앙검사위원회 위원이다.

## 경력
2010년 사리원 뜨락또르부속품공장 초급당비서로 재임 중이며, 2010년 9월 조선로동당 중앙검사위원회 위원에 선임되었다.

## 기타
2011년 김정일 사망 당시에 국가장의위원회 위원을 맡았다.